# Club Deportivo El Cóndor
El Cóndor fue un club de fútbol colombiano, de la ciudad de Bogotá que solía participar de la Categoría Primera B del Fútbol de Colombia. Fundado en 1989, jugó en la Categoría Primera B hasta 2003. Este club fue uno de los precursores del Torneo Profesional de Ascenso, participando en la temporada inaugural de en 1991. Pasó a denominarse Cóndor Real Bogotá en 2002 y nunca pudo lograr el ascenso.

## Historia
A finales de la década de los años 80s, algunos dirigentes bogotanos decidieron fundar al club El Cóndor. Fue así como pudieron hacer parte del primer torneo de ascenso en el fútbol profesional colombiano en 1991. Su director técnico fue Alonso "El Cachaco" Rodríguez, una vieja gloria del fútbol bogotano. En esos primeros años recibieron el apoyo económico de los Laboratorios Biogen.
Por sus filas pasaron algunos jugadores que estaban terminando su carrera profesional como Cerveleón Cuesta, Jorge Raigoza y Federico Valencia exjugadores de Millonarios, y otros que la estaban comenzando como el arquero bogotano Eddy Villarraga. Luego, se convirtió en filial de Santa Fe, promoviendo sus nuevos valores como Léider Preciado, Francisco Serrano, Aldo Leao Ramírez, Lucas Jaramillo, entre otros que posteriormente jugarían en el equipo profesional Independiente Santa Fe.Finalmente la institución cayó en una profunda crisis económica y vendió su ficha al naciente Bogotá Fútbol Club.

## Estadio
El Campincito, con capacidad para 1.500 personas, ha sido usado como sede de los partidos de las selecciones bogotanas juveniles y prejuveniles.

## Uniforme
- Uniforme titular: Camiseta roja, pantalón negro, medias rojas.
- Uniforme alternativo: Camiseta blanca, pantalón blanco, medias blancas.

## Datos del club
- Temporadas en 1ª: 0
- Temporadas en 2ª: 14 (1991-2003)
- Mejor puesto:
  - En Primera B: 4° (1991) y (1992)
- Peor puesto: 
  - En Primera B: 15º (2003)

### Temporadas en la Primera B
PJ=Partidos jugados; PE=Partidos empatados; P=Partidos perdidos; GF=Goles a favor; GC=Goles en contra; DIF=Diferencia de gol; Pts=Puntos. 
| Temporada | Posición                         | PJ | PG | PE | PP | GF | GC | DIF | PTS  |
| --------- | -------------------------------- | -- | -- | -- | -- | -- | -- | --- | ---- |
| 1991      | 4.° (Cuadrangular final)         | 24 | 9  | 11 | 4  | 26 | 15 | +11 | 29   |
| 1992      | 4.° (Cuadrangular final)         | 28 | 12 | 3  | 13 | 33 | 37 | −4  | 27   |
| 1993      | 8.° (Todos contra todos)         | ?  | ?  | ?  | ?  | ?  | ?  | ?   | 31   |
| 1994      | 13.° (Todos contra todos)        | ?  | ?  | ?  | ?  | ?  | ?  | ?   | 18   |
| 1995      | 6.° (Hexagonal final)            | 22 | 6  | 7  | 9  | 14 | 21 | −7  | 25   |
| 1995-96   | 13.° (Todos contra todos)        | 28 | 6  | 5  | 17 | 22 | 35 | −13 | 23   |
| 1996-97   | 4.° (Cuadrangulares semifinales) | ?  | ?  | ?  | ?  | ?  | ?  | ?   | 41.5 |
| 1997      | 8.° (Todos contra todos)         | ?  | ?  | ?  | ?  | ?  | ?  | ?   | 35   |
| 1998      | 10.° (Todos contra todos)        | ?  | ?  | ?  | ?  | ?  | ?  | ?   | 37   |
| 1999      | 12.° (Todos contra todos)        | 20 | 5  | 7  | 8  | 18 | 23 | −5  | 22   |
| 2000      | 9.° (Todos contra todos)         | 20 | 8  | 5  | 7  | 29 | 29 | 0   | 29   |
| 2001      | 9.° (Todos contra todos)         | 20 | 7  | 6  | 7  | 20 | 24 | −4  | 27   |
| 2002      | 7.° (Zona centro)                | 16 | 3  | 6  | 7  | 18 | 20 | −2  | 15   |
| 2003      | 15.° (Todos contra todos)        | 32 | 8  | 6  | 18 | 30 | 47 | −12 | 32   |